# アレクサンドル・コジェーヴ
アレクサンドル・コジェーヴ（Alexandre Kojève フランス語: [alɛksɑ̃dʁ koʒɛv], 1902年4月28日 - 1968年6月4日）は、ロシア出身のフランスの哲学者である。フランス現代思想におけるヘーゲル研究に強い影響を与えた。

## 人物
アレクサンドル・コジェーヴの名称はフランス語での読み方であり、ロシア語では、アレクサンドル・ヴラジーミロヴィチ・コジェーヴニコフ。
フランス・パリの高等研究実習院で1933年から1939年まで行われた、ヘーゲル『精神現象学』についての講義は、後のヨーロッパにおけるヘーゲル復興に大きな影響力を与えた。この講義の聴講者には、ジャック・ラカン、ジョルジュ・バタイユ、レイモン・アロン、エリック・ヴェイユ、ロジェ・カイヨワ、メルロ＝ポンティ、アンドレ・ブルトンなどがいる。ここで提示されたヘーゲル像は、彼らによって後のフランス現代思想へと受け継がれることになる。なお、講義は後に、『ヘーゲル読解入門』として出版された。

## 生涯
コジェーヴは1902年、モスクワ旧市街の一角で生まれる。父は富裕な商人で、父方の伯父は、画家のヴァシーリー・カンディンスキー。コジェーヴの父は、1904年に勃発した日露戦争に招集され、1905年、満洲で戦死。母は、父と共に満洲に来ていたが、夫の死後、モスクワに帰還する。その際、コジェーヴの義父であり、後の夫であるレムキュールと出会う。コジェーヴは、モスクワでも評判の私立学校に入学し、個人教授も受ける。以後、コジェーヴは、ラテン語、フランス語、英語、ドイツ語を学ぶ。
1917年の二月革命、十月革命の時、コジェーヴは15歳になっており、彼はこのときから、「哲学日記」という手記を始める。このとき、すでに後にコジェーヴにとっての主要なモチーフとなる「死の観念」についての考察が始まっていた。
革命の混乱の中、コジェーヴの義父レムキュールは、賊に暗殺される。この頃コジェーヴは、慢性的な食料難のため、闇市に出入りし、その咎で投獄される。仲間たちは銃殺されるが、コジェーヴ自身は親戚の口利きによって助かる。
これら一連の経験が、コジェーヴをして大きく動揺せしめた。このことが、彼に「死＝実在せざること」をどう理解するか、ということについて、生涯を通じて考察させるきっかけとなった。この「死についての考察」は、後に『ヘーゲル読解入門』において、大きく展開されることになる。
1920年、コジェーヴは祖国を捨て、ドイツに亡命する。1926年に至るまで、ドイツのハイデルベルクとベルリンで研究を続ける。この間彼は、ドイツ語、哲学、東洋語（サンスクリット語、中国語、チベット語）、ロシア文学について学ぶ。
1926年、ハイデルベルクで学位を取得したコジェーヴは、フランス・パリに移り、ソルボンヌ大学で研究生活を続ける。この頃、高等研究院で教鞭をとっていた科学史家アレクサンドル・コイレと知り合い、1933年（『精神現象学』講義の始まる年）まで、高等研究院で研究活動をした。ソルボンヌでは数学と物理学、高等研究院では宗教哲学と東洋語を主に研究する。この頃、マルティン・ハイデッガーは『存在と時間』を著している。
1933年、「ソロヴィヨフの宗教哲学」という論文を著す。この論文により、1934年、高等研究院の修了証書を取得。この頃、ヒトラーが首相に就任。同年、コイレがカイロに招聘されることになり、それまで高等研究院で行われていた講義がコジェーヴに託される。夏の間、準備のために『精神現象学』を数度、読み返す。このときに、「ナポレオンに具現化された歴史の終焉」という手がかりを見付け、このことが、コジェーヴのヘーゲル解釈に大きく影響することになる。またこの頃、講義と共に著述活動も活発になり、それらはフランス語、ドイツ語、ロシア語で著され、いくつかの雑誌に掲載される。
1943年、コジェーヴの記念碑的著作である『法の現象学（権利の現象学）』を著す。1945年、ヒトラー自殺。ドイツ政府は無条件降伏。原爆投下。コジェーヴは、フランスの政策に関する覚書を数編著し、また、講義の参加者の1人であるロベール・マルジョラン（フランス対外経済関係局の局長）によって、特務官に任ぜられる。この年以降、コジェーヴはフランス政府の仕事を続けることになる。
1947年、レイモン・クノーにより、高等研究院での講義録である『ヘーゲル読解入門』が公刊される。6月、米国のマーシャル国務長官がヨーロッパ支援計画（マーシャル・プラン）を発表するが、ソ連がこれを拒否。7月、ヨーロッパ16か国はパリに集まり、ヨーロッパ経済協力委員会を創設。コジェーヴはハバナで開催された国際貿易機関に関する会議に参加。
1948年3月、53か国がハバナ憲章に調印。これに、コジェーヴはフランス代表団の一員として参加。この憲章をアメリカが批准しなかったため、これは発効しなかった。そのため、暫定的に形成されたのが、GATTである。4月、トルーマンが対外援助法に署名し、マーシャル・プランが始動する。援助金はヨーロッパにおける機関設立によって投入されることになったが、そのための機関として、ヨーロッパ経済協力機構が創設される。事務総長はロベール・マルジョランであり、コジェーヴは対外経済関係局特務官として活動。
1953年、コジェーヴは結核に冒され政府活動を停止、その間に、自身の知の体系の充実に着手する。「カント論」、「概念・時間・言説」の執筆を始める。この年の3月、スターリンが死去。その死に際して、コジェーヴは「父を失ったようだ」と語った。
1959年に日本を訪問し、感銘を伴い帰国する。そこに、「歴史の終焉」後の人間の存在様式のある形を見出したのである。
1962年、ジュネーヴで行われた国連貿易開発会議の準備会議に、フランス代表として出席し、貧しい国々のために演説をする。彼はそのとき、ケネディ・ラウンドに大きな期待を寄せていたが、しかし11月、ケネディは暗殺される。1964年になると、交渉はジョンソンの下で開始され、コジェーヴはこれに参加。
1967年、定年になる時期だったが、官僚としての活動を続けることを望み、将来の国際貿易問題検討会の座長に任命される。
1968年、歴史の終わりに関して、『ヘーゲル読解入門』の注に日本のことを付け加える。6月、ブリュッセルにおける共同市場の会議に出席している最中、心臓発作で急死した。

## 邦訳著作
- 『ヘーゲル読解入門――『精神現象学』を読む』 上妻精・今野雅方訳、国文社、1987年
- 『法の現象学』 今村仁司・堅田研一訳、法政大学出版局、1996年、新装版2015年
- 『概念・時間・言説――ヘーゲル「知の体系」改訂の試み』 三宅正純・根田隆平・安川慶治訳、法政大学出版局、2000年
- 『権威の概念』 今村真介訳、法政大学出版局、2010年
- 『無神論』 今村真介訳、法政大学出版局、2015年

## 伝記
- ドミニック・オフレ 『評伝 アレクサンドル・コジェーヴ』 今野雅方訳、パピルス、2001年。
  - コジェーヴの来歴、思想に関する膨大な資料をもとにした評伝の大著。

## 関連文献
- 坂井礼文 『無神論と国家: コジェーヴの政治哲学に向けて』、ナカニシヤ出版、2017年。
  - 日本人の研究者により書かれたコジェーヴに関する研究書。
- ヴァンサン・デコンブ 『知の最前線』、高橋允昭訳、TBSブリタニカ、1984年。
  - 『精神現象学』講義の行われた当時の状況が、詳しく語られる。
- フランシス・フクヤマ 『歴史の終わり』（上・下）、渡部昇一訳・解説、三笠書房、1992年、新版2005年。
  - フクヤマが提唱する「歴史の終わり」の概念は、コジェーヴの「歴史の終焉」から導かれた。
- モーリス・パンゲ 『自死の日本史』、竹内信夫訳、筑摩書房、1986年／ちくま学芸文庫、1992年／講談社学術文庫、2011年。
  - コジェーヴの「歴史の終わり」仮説の根本修正を背景の1つに『自死の日本史』を著した。
- 東浩紀 『動物化するポストモダン――オタクから見た日本社会』、講談社現代新書、2001年。
  - 「動物化」の「動物」は、コジェーヴから引かれている。
- 竹田青嗣 『人間的自由の条件』、講談社、2004年／講談社学術文庫、2010年。
  - ヘーゲルの人間学的、欲望論的側面の発見者としてのコジェーヴを描いている。